# Harpagoxenus sublaevis
Harpagoxenus sublaevis is een mierensoort uit de onderfamilie van de Myrmicinae. De wetenschappelijke naam van de soort is voor het eerst geldig gepubliceerd in 1849 door Nylander.